# Адам Сандлър
Адам Ричард Сандлър (на англ. Adam Richard Sandler) е американски комик, актьор, музикант, сценарист и продуцент. След като става популярен с шоуто Saturday Night Live, той започва да участва във високобюджетни холивудски продукции. Най-известен е с комедийните си роли във филми като Били Медисън (1995), Щастливият Гилмор (1996), и Баща-мечта (1999), известен е и с ролите с в романтични и драматични филми като Гроги от любов (2002), Спенглиш (2004) и Любовта в мен (2007).

## Биография

### Ранни години
Адам Сандлър е роден в Бруклин, Ню Йорк. Майка му Джуди е учителка, а баща му, Стенли Сандлър, електрически инженер. Има еврейски произход. По-късно семейството му се премества в Манчестър, Ню Хампшър.

### Актьорска кариера
От средата до края на 80-те години Сандлър играе приятеля на Тео Хъкстейбъл, Смити, в The Cosby Show (1987 – 1988). Участва в шоуто на MTV Remote Control. По настояване на брат си Сандлър започва да изнася комични представления по клубовете на 17-годишна възраст. Тогава е открит от комика Денис Милър, който вижда Сандлър в едно от изпълненията му в Лос Анджелис. Милър веднага го препоръчва на продуцента на Saturday Night Live Лорн Майкълс. Сандлър е назначен за сценарист на SNL през 1990, като още същата година става редовен участник в него. Напуска шоуто през 1995 г., за да се съсредоточи върху актьорската си кариера.
Първата му кино роля идва през 1989 г., когато той участва във филма Going Overboard. През 1995 г. участва в Били Медисън, където играе възрастен мъж, който трябва да повтори 1 – 12 клас, за да спечели отново уважението на баща си и да наследи мултимилионната му хотелска империя. Следват роли в успешните филми Непробиваем (1996), Щастливият Гилмор (1996) и Сватбеният певец (1998). Първоначално му е била дадена роля в комедията Много лоши неща (1998), но е трябвало да я откаже заради задълженията си в Момче за всичко (1998).
Въпреки че повечето от ранните му филми не са харесвани от критиците, по-късните, като се започне от Гроги от любов (2002), получават много позитивни коментари, което кара много филмови критици да вярват, че Сандлър притежава талант, който дотогава е прахосвал във филми с лошо написани сценарии. Сандлър оставя глуповатия хумор и участва в по-сериозни филми като споменатия Гроги от любов (за който е наминиран за Златен глобус), и Спенглиш (2004). Той също играе и любящ баща във филма Баща-мечта (1999). По време на снимките той среща Жаклин Саманта Тайтон – бъдещата си съпруга.
В един момент Сандлър е един от претендентите за ролята на Джейми Фокс във филма Съучастникът (2004). Той е и един от финалистите, заедно с Джим Кери и Джони Деп, за ролята на Уили Уонка във филма на Тим Бъртън Чарли и шоколадовата фабрика (2005), но в крайна сметка ролята получава Деп. Участва в драматичния филм на Майк Байндър Любовта в мен (2007), в който се разказва за човек, който е загубил семейството си по време на атентатите от 11 септември и който завързва приятелство със съквартиранта си от колежа. Последната му роля е във филма Обявявам ви за законни Чък и Лари (2007), където си партнира с Кевин Джеймс, в който се разказва за двама пожарникари, които се преструват, че са гей двойка, за да могат децата им да се възползват от осигуровките. Следващият филм, в който участва, е You Don't Mess with the Zohan (2008), в който се разказва за агент на Мосад, който инсценира смъртта си, за да може да се премести да живее в САЩ и да стане фризьор,. Участва и в Bedtime Stories (2008), фентъзи филм, режисиран от режисьора на Нагоре с краката, Адам Шанкман. Тръгват слухове, че Сандлър ще участва заедно с Майкъл Мадсен във филма на Куентин Тарантино Inglorious Bastards.

### Личен живот
На 22 юни 2003 г. Сандлър се жени за актрисата Жаклин Саманта Тайтон (сега Джаки Сандлър). Двама са родители на Сади Медисън Сандлър. Сандлър живее със семейството си в Лос Анджелис, но също така има къща и в Ню Йорк.
Сандлър се появява и във филма на Макдоналд Мръсна работа. Той е голям фен на кеча. Адам е добър приятел и с Дон Чийдъл, Кевин Джеймс, Алън Коувърт, Блейк Кларк, Стив Бушеми, Кевин Нийлън, Питър Данте, Джонатан Лойрън, Роб Шнайдер, Дейвид Спейд, Крис Рок. Бил е и добър приятел с Крис Фарли, и е присъствал на погребението му. Адам е фен на Ню Йорк Янкис.

## Филмография

### Филми
| Заглавие                              | Година    | Роля                    | Бележки                                    | Приходи      |
| ------------------------------------- | --------- | ----------------------- | ------------------------------------------ | ------------ |
|                                       | кинодебют |                         |                                            |              |
| 2. Shakes the Clown                   | 1992      | Динк клоунът            |                                            | $115 103     |
| 3. Coneheads                          | 1993      | Carmine                 |                                            | $100 000     |
| 4. Въздухари                          | 1994      | Пип                     |                                            | $5 70 000    |
| 5. Mixed Nuts                         | 1994      | Луи                     |                                            | $6 798 240   |
| 6. Били Медисън                       | 1995      | Били Медисън            | също и сценарист                           | $25 588 750  |
| 7. Щастливият Гилмор                  | 1996      | Щастливият Гилмор       | също и сценарист                           | $38 624 000  |
| 8. Непробиваем                        | 1996      | Арчи Моузес             |                                            | $21 162 420  |
| 9. Сватбеният певец                   | 1998      | Роби Харт               |                                            | $80 224 502  |
| 10. Мръсна работа                     | 1998      | Satan                   |                                            | $9 975 684   |
| 11. Момче за всичко                   | 1998      | Робърт „Боби“ Бъчър мл. | също и сценарист, и изпълнителен продуцент | $161 487 252 |
| 12. Баща-мечта                        | 1999      | Sonny Koufax            | също и сценарист, и изпълнителен продуцент | $163 479 795 |
| 13. Дюс Бигалоу: Мъжкото жиголо       | 1999      |                         |                                            | $65 535 067  |
| 14. Little Nicky                      | 2000      | Ники                    | също и сценарист, и изпълнителен продуцент | $39 442 871  |
| 15. Животното                         | 2001      | Тауни                   | изпълнителен продуцент                     | $55 762 229  |
| 16. Мистър Дийдс                      | 2002      | Лонгфелоу Дийдс         | също и изпълнителен продуцент              | $126 203 320 |
| 17. Гроги от любов                    | 2002      | Barry Egan              | номиниран за Златен глобус                 | $17 791 031  |
| 18. 8 щури нощи                       | 2002      | Дейви Стоун             | продуцент и сценарист                      | $23 443 124  |
| 19. A Day with the Meatball           | 2002      | Себе си                 |                                            |              |
| 20. Горещо маце                       | 2002      | Mambuza Bongo Guy       | също и изпълнителен продуцент              | $35 016 147  |
| 21. Психаротерапия                    | 2003      | Дейвид Бъзник           | също и изпълнителен продуцент              | $133 756 285 |
| 22. Pauly Shore Is Dead               | 2003      |                         | документален                               |              |
| 23. Stupidity                         | 2003      |                         | документален                               |              |
| 24. The Couch                         | 2003      | Couch Testing Guy       | късометражен филм                          |              |
| 25. 50 първи срещи                    | 2004      | Хенри Рот               | също и изпълнителен продуцент              | $120 776 832 |
| 26. Спенглиш                          | 2004      | Джон Класки             |                                            | $42 044 321  |
| 27. Свободна игра                     | 2005      | Пол Крю                 | също и изпълнителен продуцент              | $158 115 031 |
| 28. Дюс Бигалоу: Европейското жиголо  | 2005      | Хавиер Сандооски        | продуцент                                  | $22 264 487  |
| 29. Щрак                              | 2006      | Майкъл Нюман            | също и продуцент                           | $137 340 146 |
| 30. Любовта в мен                     | 2007      | Чарли Файнман           |                                            | $19 661 987  |
| 31. Обявявам ви за законни Чък и Лари | 2007      | Чък Ливайн              | също и изпълнителен продуцент              | $119 514 150 |
| 32. Зохан: Стилист от запаса          | 2008      | Зохан                   |                                            |              |
| 33. Приказки за лека нощ              | 2009      | Скийтър Бронсън         |                                            |              |
| 34. Смешни хора                       | 2009      | Джордж Симънс           |                                            |              |
| 35. Дърти хлапета                     | 2010      | Лени                    |                                            |              |
| 36. Жена назаем                       | 2011      | Дани                    |                                            |              |
| 37. Джак и Джил                       | 2011      | Джак/ Джил              |                                            |              |
| 38. Опашати сватовници                | 2011      | Доналд (глас)           |                                            |              |
| 39. Браво, момчето ми!                | 2012      | Дони                    |                                            |              |
| 40. Хотел „Трансилвания“              | 2012      | Дракула (глас)          | анимационен филм                           |              |
| 41. Дърти хлапета 2                   | 2013      | Лени                    |                                            |              |
| 42. Заедно по принуда                 | 2014      | Джим                    |                                            |              |
| 43. Men, Women & Children             | 2014      | Дон                     |                                            |              |
| 44. The Cobbler                       | 2014      | Макс Симкин             |                                            |              |
| 45. Пиксели                           | 2015      | Сам Бренър              |                                            |              |

### Телевизия
| ТВ шоу                             | Година/и    | Роля              | Епизоди                                                                                   |
| ---------------------------------- | ----------- | ----------------- | ----------------------------------------------------------------------------------------- |
| 1. Remote Control                  | 1987 – 1990 |                   |                                                                                           |
| 2. The Cosby Show                  | 1987 – 1988 | Смити             | 4 епизода (The Locker Room (1987), Dance Mania (1987), The Prom (1988) и The Visit (1988) |
| 3. The Marshall Chronicles         | 1990        | Ъшър              | 1 епизод (Brightman SATyricon)                                                            |
| 4. ABC Afterschool Specials        | 1990        | наркодилър        | 1 епизод (Testing Dirty)                                                                  |
| 5. Saturday Night Live             | 1991 – 1995 | различни          | 44 епизода                                                                                |
| 6. Undeclared                      | 2001        | Себе си           | 1 епизод (The Assistant)                                                                  |
| 7. Couch                           | 2003        | Couch Testing Guy | 1 епизод                                                                                  |
| 8. „Getaway“                       | 2005        | Хенри Рот         | 1 епизод („Found“)                                                                        |
| 9. The King of Queens              | 2007        |                   | 1 епизод                                                                                  |
| 10. Обвързани                      | 2007 – 2013 |                   | Изпълнителен продуцент, 100 епизода                                                       |
| 11. Улица Сезам                    | 2009        | Себе си           | 2 епизода                                                                                 |
| 12. Джеси                          | 2013        | Себе си           | 1 епизод, некредитиран                                                                    |
| 13. Бруклин 99                     | 2014        | Себе си           | 1 епизод                                                                                  |
| 14. Kevin Can Wait                 | 2016, 2018  | Джими Ландър      | 2 епизода, некредитиран                                                                   |
| 15. Real Rob                       | 2017        | Адам              | 1 епизод                                                                                  |
| 16. Home Movie: The Princess Bride | 2020        | Кръстникът        | предстоящ                                                                                 |

## Дискография
| Заглавие                        | Година | Бележки     |
| ------------------------------- | ------ | ----------- |
| They're All Gonna Laugh at You! | 1993   | 2x платинен |
| What the Hell Happened to Me?   | 1996   | 2x платинен |
| What's Your Name?               | 1997   | златен      |
| Stan and Judy's Kid             | 1999   | златен      |
| Shhh...Don't Tell               | 2004   |             |